# Nabeul

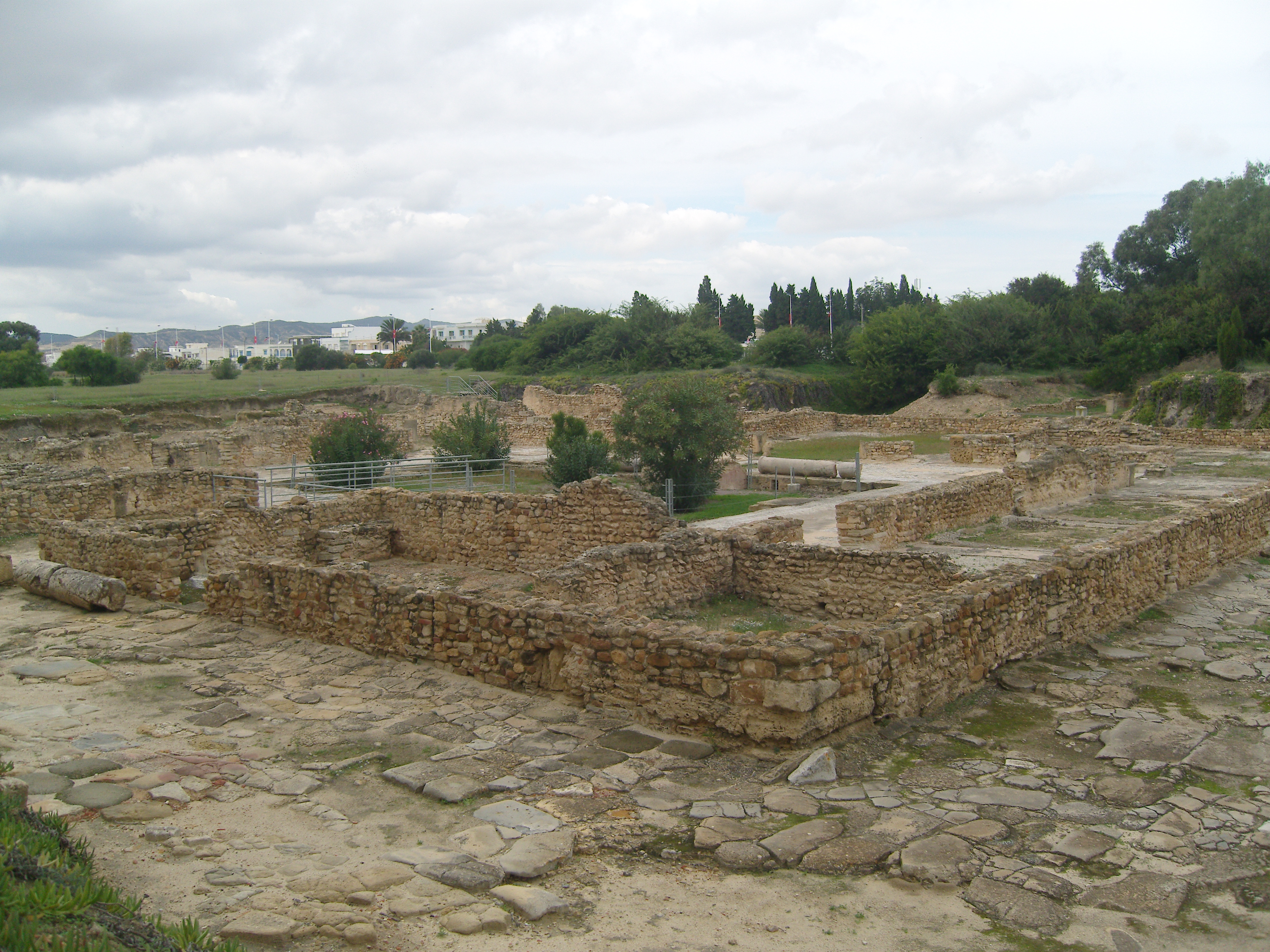
Römische Villa „Haus der Nymphen“

Mosaik aus „Neapolis“

Nabeul (arabisch نابل, DMG Nābul) ist eine Stadt in Tunesien mit rund 60.000 Einwohnern (Stand 2014) und zugleich die Hauptstadt der gleichnamigen Delegation mit etwa 75.000 Einwohnern und des gleichnamigen Gouvernements mit insgesamt ca. 780.000 Einwohnern.

## Lage
Die Stadt liegt etwa 65 km (Fahrtstrecke) südöstlich von Tunis auf der Südseite der Halbinsel Kap Bon am Golf von Hammamet. Der Touristenort Hammamet selbst ist nur etwa 14 km in südwestlicher Richtung entfernt.

## Wirtschaft
Nabeul ist ein Touristenort und gilt in Tunesien als Zentrum der Töpferei- und Keramikkunst. Bekannt ist Nabeul vor allem auch für seinen Markt (suq), der jeden Freitag stattfindet und allwöchentlich viele Touristen auch aus umliegenden Orten anlockt. Zahlreich angeboten werden Souvenirs, Schmuck, Lebensmittel und die für die Region typischen Keramikwaren. Des Weiteren werden im Umkreis der Stadt kunstvolle Kacheln und bearbeitete Natursteine sowie Parfüme hergestellt. Zudem ist die Landwirtschaft ein bedeutender wirtschaftlicher Faktor für die Stadt – in ihrem Umland werden Zitrusfrüchte, Blumen und Weinreben angebaut. Vom kleinen Stadtzentrum aus führt eine etwa zwei Kilometer lange, von Palmen umsäumte Promenade zu den Sandstränden der Stadt.

## Sport
Die Handball-Weltmeisterschaft der Männer 2005 wurde unter anderem in Nabeul ausgetragen.

## Geschichte
Griechische Kolonisten gründeten hier im 5. Jahrhundert v. Chr. eine Hafenstadt mit Namen „Neapolis“. Diese gehörte später zur karthagischen und nach der Schlacht von Zama (202 v. Chr.) bzw. nach der endgültigen Niederlage Karthagos im Dritten Punischen Krieg (149 bis 146 v. Chr.) endgültig zur römischen Einflusssphäre. Im Jahr 365 n. Chr. wurde Neapolis durch einen Tsunami, welcher vermutlich von einem Erdbeben auf Kreta ausgelöst wurde, zerstört. Zu dieser Zeit war in Neapolis ein wichtiger Erwerbszweig die Produktion von Garum. In der Spätantike übernahm Byzanz die Kontrolle über die Region und überzog das Land mit Festungsbauten. Neapolis war bis zur arabischen Eroberung Sitz eines Bistums, auf das sich das katholische Titularbistum Neapolis in Proconsulari bezieht. Die Araber eroberten das Kap Bon im Jahr 674, doch nur wenige Jahrzehnte später griffen auch die Normannen die Stadt an und plünderten sie wiederholt. Im Jahr 1148 legte Roger II. einen befestigten Platz an, um das benachbarte Hammamet zu belagern. Im Zuge der Rückeroberung der Iberischen Halbinsel durch die Christen (reconquista) siedelten sich wiederholt Flüchtlinge (darunter auch viele Juden) auf der Halbinsel Kap Bon an; dadurch entwickelte sich Nabeul zu einem bedeutenden Zentrum für Handwerk und Handel im Mittelmeerraum.

## Sehenswürdigkeiten
- Die teilweise überwölbten Gassen der Suqs in der Medina von Nabeul bieten ein reichhaltiges Angebot für Einheimische und Touristen.
- Im Zentrum der Stadt befindet sich das im Jahr 1984 eingeweihte kleine, aber moderne Museum von Nabeul, welches sowohl Funde aus „Neapolis“ als auch aus dem nahe gelegenen Kerkouane präsentiert.

Umgebung
- Etwa 2,5 km südlich des Stadtzentrums wurden eine römische Villa mit Mosaikfußböden (Maison des Nymphes = „Haus der Nymphen“) und eine römische Fischverarbeitungsfabrik freigelegt. Hier wurden die in der römischen Küche beliebte Würzpaste Garum hergestellt und die Fische durch Einsalzen konserviert. Nach einem Sturm im Jahr 2013 erschienen im Flachwasser vor der Küste von ‚Neapolis‘ die Fundamente weiterer antiker Bauten.

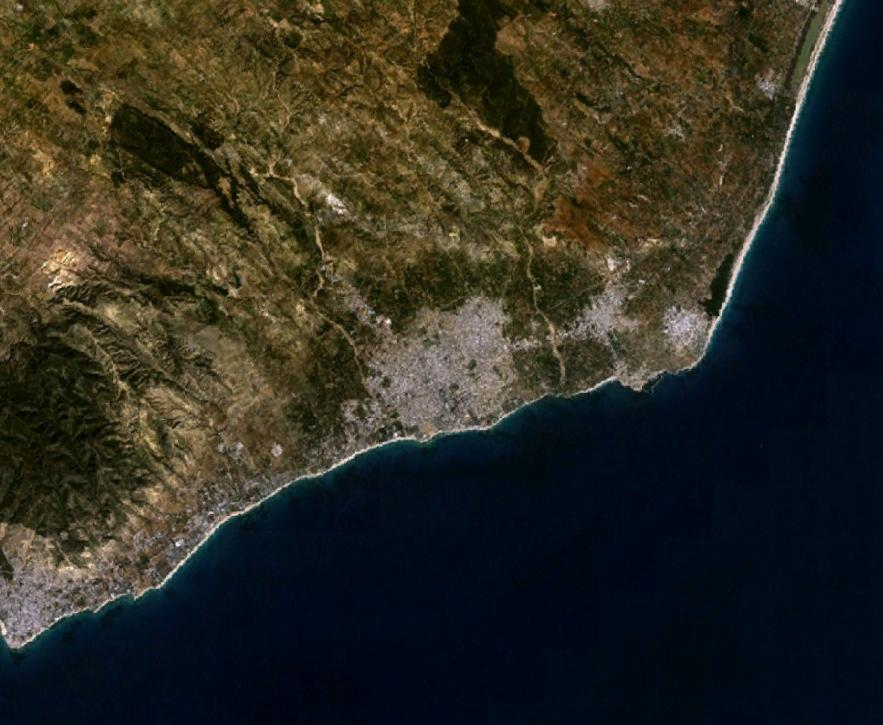
Satellitenbild von Nabeul
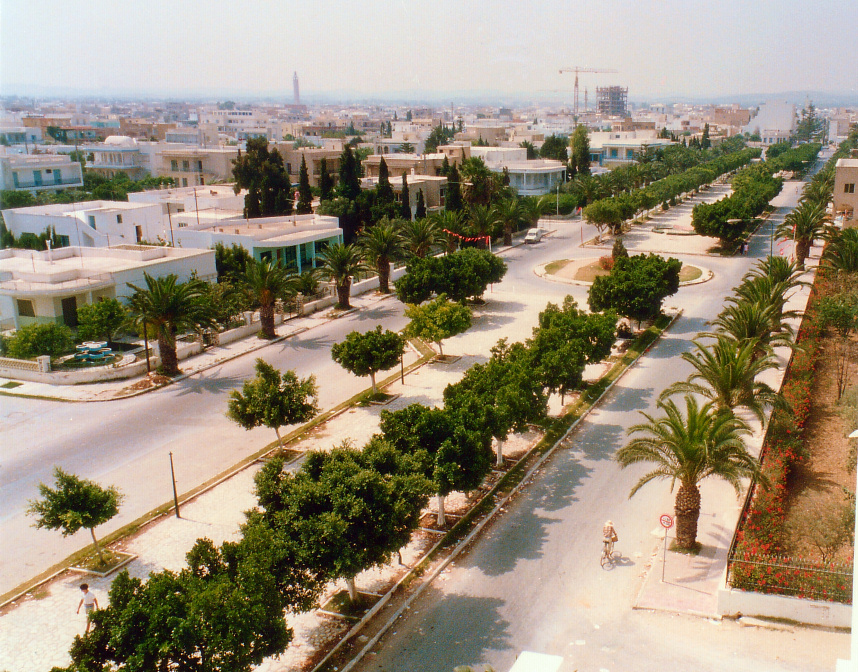
Promenade von der Stadt zum Strand
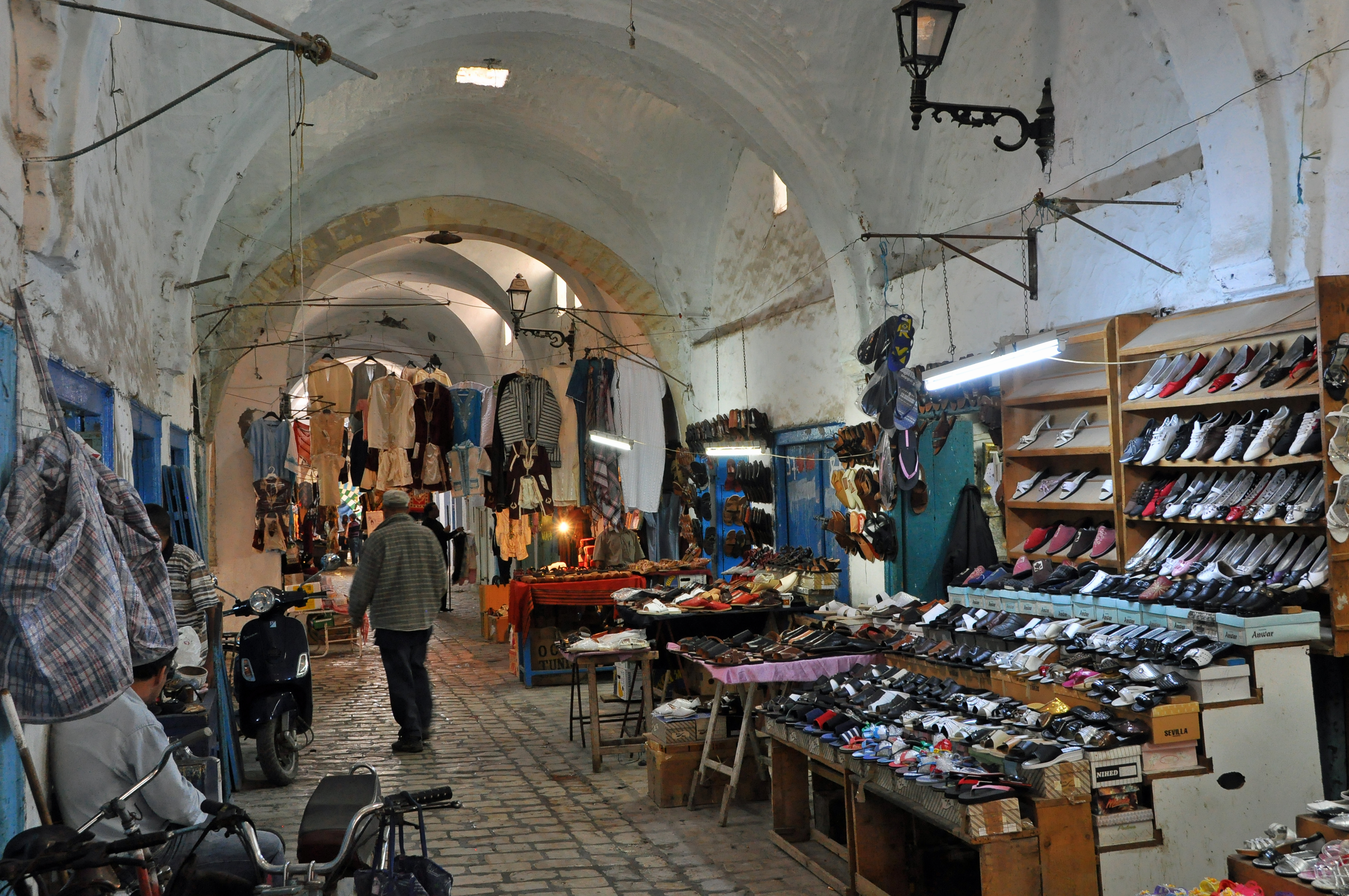
Gasse in den Suqs

## Söhne und Töchter der Stadt
- Jean Venturini (1919–1940), französischer Seemann und surrealistischer Dichter
- Elie Kakou (1960–1999), franko-tunesischer Komiker, Schauspieler und Parodist
- Naim Dhifallah (* 1982), tunesischer Basketballspieler
- Hanaa Ben Abdesslem (* 1986), tunesisches Model
- Mohamed Soussi (* 1993), tunesischer Handballspieler